# Lièges flygplats
Lièges flygplats (tyska: Flughafen Lüttich, franska: Aéroport de Liège) är en flygplats i Belgien. Den ligger i den östra delen av landet, 80 km öster om huvudstaden Bryssel. Lièges flygplats ligger 200 meter över havet. Arean är 400 kvadratkilometer.